# ОШ Зенељ Хајдини Тупале
ОШ „Зенељ Хајдини” у насељу Тупале, једна је од установа основног образовања на територији општине Медвеђа.
Поред матичне школе постоје и издвојена одељења у местима Капит и Ђулекаре. Настава се одвија укупно у 6 класичних учионица и 2 кабинета. Наставу похађа око 30 ученика, а о њима брине 17 запослених. Настава се одвија на српском и албанском језику.